# Johannes Gerhardus Strijdom
Johannes Gerhardus Strijdom, o Strydom secondo la grafia afrikaans (Willowmore, 15 luglio 1893 – Città del Capo, 24 agosto 1958), è stato un politico sudafricano, Primo ministro del Sudafrica dal 30 novembre 1954 al 24 agosto 1958.
Noto per le sue intransigenti simpatie per il nazionalismo afrikaner, come capo del governo convertì le sue opinioni in un vigoroso programma di apartheid, ovvero di separazione delle razze.

## Gioventù e carriera professionale
Strijdom nacque il 14 o 15 luglio 1893 nella fattoria di famiglia a Willowmore, vicino a Klipfontein nella Colonia del Capo. Studiò prima al Victoria College di Stellenbosch per poi studiare diritto a Pretoria. Da giovane si dedicò allo sport, diventando capitano della squadra di rugby di Pretoria; fu anche allevatore di struzzi e nel 1914 entrò nella pubblica amministrazione, proseguendo sempre i suoi studi da avvocato per poi tornare di nuovo all'agricoltura. Nel 1917 conseguì la laurea in legge, iniziando a esercitare la professione di avvocato a Nylstroom, la città fondata dai Jerusalem gangers, poi denominata Modimolle della provincia del Limpopo.

## Carriera politica
In questo periodo Strijdom cominciò sempre più ad appassionarsi di politica prestando particolare attenzione ai diritti dei suoi connazionali afrikaner. Alla fine degli anni venti divenne segretario del Comitato Provinciale del National Party dell'allora Primo Ministro J.B.M. Hertzog. Nel 1929 fu eletto in Parlamento come rappresentante del partito NP nel collegio di Waterberg vicino a Nylstroom, carica che manterrà fino alla morte. Strijdom fu un leale seguace del Primo Ministro e leader dell'NP J.B.M. Hertzog fino al 1934 quando quest'ultimo formò una coalizione con lo United Party di Jan Smuts: in tale occasione fu uno dei dodici deputati dell'NP e l'unico proveniente da un collegio del Transvaal che non aderirono alla coalizione preferendo seguire e sostenere Daniel François Malan che si apprestava a fondare il Gesuiwerde Nasionale Party cioè il Partito Nazionale Purificato.
Nella seconda metà degli anni trenta scalò rapidamente la gerarchia dell'NP diventando leader provinciale della sezione del Transvaal sbarazzandosi della maggioranza favorevole a Hertzog, dedicando le sue energie alla organizzazione e ristrutturazione del partito guadagnandosi così il soprannome di "Leone del Nord". Nello stesso periodo diresse anche il periodico Die Transvaaler il principale giornale in lingua afrikaans del nord del Paese. Nel 1939, allo scoppio della seconda guerra mondiale, parteggiò per la Germania nazista e in molti suoi discorsi e comizi fece trasparire anche un certo antisemitismo.
Nel 1948 contribuì alla vittoria dell'NP alle elezioni ricevendo in cambio un posto di Ministro dei Suoli e dell'Irrigazione nel Governo di Malan. Nel ricoprire questa carica per sei anni egli si mostrò come un rigido sostenitore della supremazia bianca in Sudafrica, anzi, si può dire che fu sostenitore di una segregazione ancora più spinta di quella che prevedeva la politica ufficiale dell'apartheid. Egli raccomandava una politica detta di baaskap cioè una dominazione completa e assoluta del padrone bianco: sostenitore del rapporto padrone-schiavo, rifiutava tutte le collaborazioni con le altre razze che popolavano il Paese, collaborazione che per lui significava una morte lenta per la comunità bianca. Nel 1954 uscì per la prima volta dai confini del suo Paese per una breve vacanza in Europa.

## Strijdom Primo Ministro

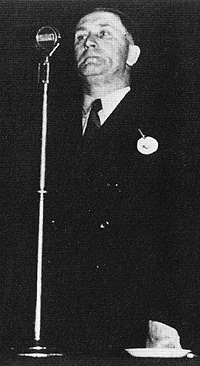
Johannes Gerhardus Strijdom

Con il ritiro dalla vita politica di Malan, il 30 novembre 1954 Strijdom, nonostante la sua salute cagionevole, e nonostante l'ex primo ministro preferisse per la sua successione il più moderato Nicolaas Havenga, divenne leader dell'NP e quindi Capo del Governo. La salita al potere di Strijdom rappresentò una vittoria dell'ala più conservatrice del partito, proveniente per lo più dal Transvaal sulla fazione più moderata proveniente dal Capo. Infatti, come primo ministro fece allontanare dal governo gli elementi più moderati fino ad avere intorno a lui soltanto quelli che chiamava la "gente del Nord" del Sudafrica cioè i più radicali in tema di segregazione.
Fra di loro si trovarono il suo futuro successore Hendrik F. Verwoerd, il grande architetto dello sviluppo separato; Jan De Klerk, suo cognato e padre del futuro Presidente Statale del Sudafrica, F.W. de Klerk; Theophilus Ebenhaezer Dönges potente Ministro dell'Interno e Charles Robberts Swart Ministro della Giustizia. La conseguenza di ciò fu il perseguimento di una politica di duro apartheid che fu favorito da un cambiamento radicale nel 1955 della composizione del Senato in modo da assicurare al governo la necessaria maggioranza dei due-terzi delle due Camere del Parlamento in seduta comune, necessaria per cambiare la Costituzione del 1909. Questo permise a Strijdom di risolvere, in modo non certo felice, la annosa questione dei Cape coloured.
I suoi predecessori si erano destreggiati senza successo per togliere il diritto di voto ai Cape coloured: la questione era stata trincerata secondo i termini del South African Act e ogni cambiamento di questa legge richiedeva l'approvazione della maggioranza di due-terzi di entrambe le Camere del Parlamento. Strijdom abbandonò ogni scrupolo al riguardo e semplicemente, con una legge, ampliò e cambiò la composizione, sia del Senato sia della Sezione di Appello della Corte Suprema: entrambi gli organi furono riempiti di sostenitori dell'NP.L'anno seguente i Cape Coloured furono rimossi dalle normali liste elettorali e posti in liste elettorali speciali. Le sue politiche estremistiche portarono ad una dura repressione politica e al protrarsi del cosiddetto Treason Trial un processo per alto tradimento contro 156 attivisti neri impegnati nella redazione della Freedom Charter in cui era implicato anche Nelson Mandela.
Strijdom fu anche un ardente sostenitore dell'istituzione di una repubblica in Sudafrica, si impegnò molto nella questione, anche se sarà realizzata dopo la sua morte. Infatti introdusse molte misure per rendere il suo paese meno legato alla Gran Bretagna: nel 1957 abbandonò la politica delle due bandiere, lasciando sventolare fuori dagli uffici pubblici la sola bandiera sudafricana, senza la Union Jack, come era in uso fino ad allora. Inoltre fornì al Sudafrica un unico inno nazionale Die Stem van Suid Afrika (il richiamo del Sudafrica) che fu tradotto e cantato in inglese per la prima volta nell'aprile 1957. Inoltre fino a quell'anno la Gran Bretagna aveva avuto il controllo della base navale di Simonstown ma con il governo Strijdom il controllo passò al Sudafrica. Ancora: nel 1958 le lettere OHMS (On His Majesty's Service) presenti sui documenti ufficiali furono cancellate in favore della sola dicitura OFFICIAL; Strijdom nominò Charles Robberts Swart noto simpatizzante repubblicano, come nuovo Governatore (Swart diventerà il primo Presidente del Sudafrica quando verrà instaurata la Repubblica).
Per sottolineare anche il suo anticomunismo il suo governo troncò le relazioni diplomatiche con l'Unione Sovietica. Altri avvenimenti importanti durante il suo governo includono: la marcia di 20.000 donne contro il provvedimento dei pass, l'approvazione a Kliptown vicino a Johannesburg della Freedom Charter che conteneva i principi ideologici dell'African National Congress e di altri movimenti di liberazione e una serie di misure restrittive che portarono ad arresti e bandi, soprattutto a partire dal 1956. Strijdom si ammalò nel dicembre 1957 e morì a Città del Capo il 24 agosto 1958. Gli successe, come primo ministro e leader dell'NP Hendrik F.Verwoerd.